# Campionati europei di slittino 1984
I Campionati europei di slittino 1984 sono stati la 29ª edizione della competizione.
Si sono svolti a Valdaora, in Italia.

## Medagliere
| Pos.   | Nazione        | Oro | Argento | Bronzo | Totale |
| ------ | -------------- | --- | ------- | ------ | ------ |
| 1      | Italia         | 3   | 1       | 2      | 6      |
| 2      | Germania Est   | 0   | 1       | 1      | 2      |
| 3      | Germania Ovest | 0   | 1       | 0      | 1      |
| Totale | Totale         | 3   | 3       | 3      | 9      |

## Podi
| Evento            | Oro                           | Argento                            | Bronzo                       |
| Singolo Maschile  | Paul Hildgartner              | Norbert Huber                      | Ernst Haspinger              |
| Singolo Femminile | Monika Auer                   | Heike Popel                        | Cerstin Schmidt              |
| Doppio            | Helmut Brunner Walter Brunner | Hans Stangassinger Franz Wembacher | Hansjörg Raffl Norbert Huber |